# Гиперболические числа
Гиперболические числа, или двойны́е чи́сла, паракомпле́ксные чи́сла, расщепля́емые компле́ксные чи́сла, компле́ксные чи́сла гиперболи́ческого ти́па, контркомпле́ксные чи́сла — гиперкомплексные числа вида «a + j · b», где a и b — вещественные числа и {\displaystyle j^{2}=1,} причём j ≠ ±1.

## Определение

### Алгебраическое определение
Любое гиперболическое число можно представить как упорядоченную пару вещественных чисел {\displaystyle (x,y).} Сложение и умножение определяются по правилам:
{\displaystyle (x,y)+(x',y')=(x+x',y+y'),}
{\displaystyle (x,y)\cdot (x',y')=(xx'+yy',xy'+yx').}
Числа вида {\displaystyle (a,0)} отождествляются с вещественными числами, а {\displaystyle j=(0,1).} Тогда соответствующие тождества принимают вид:
{\displaystyle (x+jy)+(x'+jy')=(x+x')+j(y+y'),}
{\displaystyle (x+jy)\cdot (x'+jy')=(xx'+yy')+j(xy'+yx').}

### Матричноепредставление
Гиперболические числа можно представить как матрицы из вещественных чисел, при этом сложению и умножению гиперболических чисел будут соответствовать сложение и умножение соответствующих матриц:
{\displaystyle j={\begin{pmatrix}0&1\\1&0\end{pmatrix}},}
{\displaystyle x+jy={\begin{pmatrix}x&y\\y&x\end{pmatrix}}.}

## Арифметические операции
- Сложение:
{\displaystyle (a+bj)+(c+dj)=(a+c)+(b+d)j.}
- Вычитание:
{\displaystyle (a+bj)-(c+dj)=(a-c)+(b-d)j.}
- Умножение:
{\displaystyle (a+bj)\cdot (c+dj)=(ac+bd)+(bc+ad)j.}
- Деление на число, не являющееся делителем нуля:
{\displaystyle {\frac {a+bj}{c+dj}}={\frac {ac-bd}{c^{2}-d^{2}}}+{\frac {bc-ad}{c^{2}-d^{2}}}j.}

## Свойства
{\displaystyle \mathrm {e} ^{jx}=\operatorname {ch} x+j\operatorname {sh} x,} где sh и ch — гиперболические синус и косинус.
{\displaystyle \operatorname {sh} jx=j\operatorname {sh} x}
{\displaystyle \operatorname {ch} jx=\operatorname {ch} x}
Гиперболические числа образуют двумерную ассоциативно-коммутативную алгебру над полем вещественных чисел.
Алгебра гиперболических чисел содержит делители нуля (то есть такие ненулевые элементы z и w, что zw = 0) и поэтому, в отличие от алгебры комплексных чисел, не является полем. Все делители нуля имеют вид {\displaystyle a\cdot (1\pm j).}
Если взять {\displaystyle \alpha =(1+j)/2} и {\displaystyle \beta =(1-j)/2,} то
{\displaystyle \alpha \beta =0,} {\displaystyle \alpha ^{2}=\alpha } и {\displaystyle \beta ^{2}=\beta .}
Любое гиперболическое число может быть представлено как сумма {\displaystyle \alpha x+\beta y,} где {\displaystyle x} и {\displaystyle y} — вещественные числа. В таком представлении сложение и умножение производится покоординатно.
Таким образом, алгебра гиперболических чисел может быть разложена в прямую сумму двух полей вещественных чисел.

## Применение
Гиперболические числа иногда применяются в релятивистской кинематике.